# 諾韋 (沃茲涅先斯克區)
47°29′9″N 31°7′44″E / 47.48583°N 31.12889°E
諾韋（烏克蘭語：Нове），是烏克蘭的村落，位於該國南部尼古拉耶夫州，由沃茲涅先斯克區負責管轄，始建於1954年，面積0.26平方公里，海拔高度91米，2001年人口184，人口密度每平方公里707.7人。